# 순창 일광사 목조관음보살좌상
순창 일광사 목조관음보살좌상((淳昌 日廣寺 木造觀音菩薩坐像)은 대한민국 전북특별자치도 순창군 적성면, 일광사에 있는 불상이다. 2014년 10월 31일 전라북도의 유형문화재 제229호로 지정되었다.

## 지정 사유
순창 일광사 목조관음보살좌상은 ‘함풍 4년(1854)’에 개금(蓋金)하였다는 중수기의 기록으로 보아 그보다 앞선 17세기에 조성된 것으로 추정된다. 옷주름이나 볼륨감 넘치는 신체 표현 등은 17세기 중엽 전라도와 충정도에 활약한 혜희(惠熙) 또는 혜희 유파의 작품으로 보임. 47cm의 소형 불상이나 작품성이 뛰어나고 보존상태가 양호하여 중요한 가치를 지니고 있다.

## 참고 자료
- 순창 일광사 목조관음보살좌상 - 국가유산청 국가유산포털